# Дёль, Фридхельм
Фридхельм Дёль (нем. Friedhelm Döhl, 7 июля 1936, Гёттинген - 25 сентября, Любек) — немецкий композитор и музыкальный педагог.

## Биография
Изучал композицию у В. Фортнера и фортепиано у К. Зеемана во Фрайбургской Высшей школе музыки, а также музыкознание, филологию, историю искусств и философию в университетах Фрайбурга и Гёттингена. Защитил диссертацию по творчеству А. Веберна (1966).
В 1964—1967 годах — доцент в Дюссельдорфской консерватории имени Роберта Шумана. В 1969—1974 годах — профессор музыкознания в Свободном университете Берлина. Директор Базельской музыкальной академии (1974—1982). Президент немецкой секции Международного общества современной музыки (1980—1983). С 1982 года — профессор композиции в Высшей школе музыки Любека, с 1991 года — ректор. Организовал в Любеке Форум молодых композиторов, Брамсовский музыкальный фестиваль (1992). Член Свободной академии искусств в Гамбурге (с 1986). Художественный руководитель концертов «Musica Viva / Begegnungen» в Райнбеке (1986—1988), фестиваля Северонемецкого радио «Das Neue Werk» в Любеке (1987).

В 2001 г. город Любек наградил его памятной монетой Bene Merenti (альтернатива ордена) за заслуги.
Автор статей о творчестве Малера, Веберна, Фортнера, Штокхаузена, работ по истории теории музыки.

## Творчество
В музыке Дёля ведется постоянный диалог со словесностью (чаще немецкоязычной, особенно часто — поэзией Целана) и музыкой предшественников — Баха, Моцарта, Шумана, Шуберта.

## Избранные произведения

### Опера
- Медея (либретто композитора по драме Грильпарцера (1987/1990)

### Вокальные сочинения
- Trakl-Lieder для голоса и фортепиано (1958)
- Kanzone von der babylonischen Gefangenschaft для голоса и органа (1962—1963)
- Fragment «Sybille» для баритона, флейты, альта, виолончели и фортепиано, по Гёльдерлину (1963)
- «Tam gratum est» для сопрано и фортепиано на стихи Катулла (1972)
- «Auf schmalem Grat», реквием для 6 голосов на стихи К. Ф. Мейера (1978)
- Celan-Lieder для баритона и фортепиано (1996/2006)
- «Requiem 2000 (Atemwende)», на стихи Пауля Целана и Нелли Закс (1999/2000)

### Оркестровые сочинения
- «Melancolia» / Magische Quadrate для большого оркестра, хора и сопрано (1967/1968)
- Симфония («wie im Versuch, wieder Sprache zu gewinnen») для виолончели и оркестра, на темы Вагнера (1980/1981)
- «Tombeau» / Metamorphose для большого оркестра (1982/1983)
- «Passion» для оркестра, по Баху и Траклю (1984)
- «Winterreise» для струнного оркестра (1986)
- «Sommerreise» для фортепиано и оркестра (1993/1997)
- Симфония для большого оркестра (1997/1998)
- «Gesang der Frühe» (Диалог с Шуманом) для большого оркестра (2005/2006)

### Камерная музыка
- Дуэт для скрипки и фортепиано (1960)
- Oktett (Varianti) для флейты, гобоя, кларнета, фагота и струнного квартета (1961)
- Klangfiguren для духового квинтета (1961)
- Canto W для флейты соло (1962)
- Oculapis / Reflexe для флейты и фортепиано (1962)
- Julianische Minuten для флейты и фортепиано (1963)
- Токката для флейты, трубы, клавесина и фортепиано (1964)
- «Tappeto»/ Impressionen для виолончели и арфы, по Унгаретти (1967)
- Pas de deux для скрипки и гитары (1968)
- Textur I для флейты соло (1971)
- «Sound of Sleat», струнный квартет (1971/1972)
- «Sotto voce» для флейты, виолончели и фортепиано, по Беккету (1973)
- «Der Abend / Die Nacht» для флейты и виолончели, по Траклю (1979)
- Two Songs of Palamidi для флейты и гитары (1980)
- 5 Stücke для флейты соло (1980)
- Nachklänge для гитары (1981)
- Ballet mécanique, музыка к фильму Фернана Леже (1983/1984)
- «Winterreise», струнный квинтет по Шуберту и Траклю (1985)
- «Kadenz», фантазия для виолончели соло (1986/1987)
- Medeas Lied для камерного оркестра (1991)
- Соната для скрипки и фортепиано (1994)
- Ноктюрн для аккордеона и контрабаса (1995)
- Serenade для 2 контрабасов (1997)
- Canti для контрабаса соло, по Леопарди (1998)
- Berceuse для скрипки, контрабаса и аккордеона (1999)
- Elegie для флейты, виолончели и фортепиано (1999)
- Concerto a due для скрипки и фортепиано (2000)
- Salut для виолончели соло (2001)
- «Herbstsonate» для альта соло (2004)
- Соната для виолончели (2008)
- «Gesang der Frühe», соната для скрипки (2009)
- Schubert-Bruchstücke для скрипки и виолончели (2011)
- Bagatellen для скрипки и виолончели (2011)
- Sinfonia a due для скрипки и виолончели (2011)

### Фортепианные сочинения
- Sonate I (1959)
- Sonate II («Szenen») (1960)
- Sonate III («Spiegelungen») (1961)
- «Passages» (Sonate IV) (1962)
- Textur II (1972)
- «Базель», по Швиттерсу (1976)
- «Одрадек» для 2 роялей, по Кафке (1976)
- 8 портретов (1977/1978)
- 3 Traum-Stücke (1978)
- 7 хайку для фортепиано или рояля (1979)
- Фиеста, балет для 2 фортепиано (1982)
- «Мозаика» для 1-2 (или 4) фортепиано (1984)
- «7 F-chen für B-chen» (Miniaturen) (1985)
- «… und wenn die Stimme …» по Беккету (1986)
- Kadenzen zu Mozarts Klavierkonzert d-moll (1986)
- 3 баллады, по Целану (1996)
- «Tenebrae» / Celan-Musik для фортепиано или рояля (1999)
- Mobile — Stabile для 2 фортепиано (2010)

### Сочинения для органа
- Месса:
  - «Kyrie» / Fragment I (1980)
  - «Gloria» / Fragment II (1986)
  - «Offertorium» / Fragment lll, для органа в 4 руки (1989)
  - «Agnus dei» / Torso in 4 Bruchstücken (Fragment IV), для органа и голоса (2004)
  - «Ite missa est» / Fragment V (2005)
- Иов, цикл для органа (2008)
- Diptychon для органа и голоса (2007/2011)

## Тексты о музыке
- Webern: Weberns Beitrag zur Stilwende der Neuen Musik: Studien über Voraussetzungen, Technik und Ästhetik der «Komposition mit 12 nur aufeinander bezogenen Tönen». München: E. Katzbichler, 1976.

## Творческое сотрудничество
Сочинения Фридхельма Дёля исполняли и записывали Захар Брон, Рудольф Бухбиндер, Борис Пергаменщиков, Ариберт Райман, Дитрих Фишер-Дискау, Генрих Шифф, Марианна Шрёдер, такие ансамбли, как Auryn-Quartett, Trio Ascolto, Trio Pleyel, Kroumata-Ensemble Stockholm, Оркестр радио и телевидения Саарбрюкена (Ханс Цендер), Бамбергский симфонический оркестр (Хорст Штайн), Симфонический оркестр Кёльнского радио (Кристоф фон Донаньи), Симфонический оркестр Северогерманского радио (Ханс Цендер), Базельский симфонический оркестр, Филармонический оркестр Северо-западной Германии и др.

## Признание
Лауреат Римской премии (1967/1968). Поощрительная музыкальная премия земли Северный Рейн-Вестфалия (1968). Поощрительная премия Берлина (1971).